# Jacob Baethen
Jacob Baethen, Batius ou Bathenius, né à Louvain ( ? ) vers 1525, et décédé à Düsseldorf ( ? ) après 1557, fut imprimeur à Louvain, où il étudia à l’université avant de devenir éditeur à Maastricht, puis à Düsseldorf.  Les publications de Baethen occupent une place importante dans l'histoire de l'imprimerie musicale dans les anciens Pays-Bas.

## Biographie
Baethen travailla à Louvain de 1545 à 1551 en tant qu’imprimeur, sans doute pour le compte de l’université et, de toute façon, pour celui de l’éditeur Pierre Phalèse le vieux (Petrus Phalesius).  Outre des partitions de musique, il imprima surtout des documents officiels et des commentaires religieux, dont une partie fut publiée par Martin Rotaire (Martinus de Raymaker[s] ou Rotarius) et Phalèse.  Pendant cette période, il imprima la première, la troisième, la quatrième et, peut-être, aussi la cinquième édition du recueil Des chansons reduictz en tablature de lut, qui étaient les premières publications musicales de Phalèse et les premiers livres de tablature de luth de ce genre imprimés dans les Pays-Bas. 
À cause du grand nombre de compétiteurs, Baethen dut quitter Louvain pour aller se fixer à Maastricht où il fonda sa propre maison d'édition.  Au bout de trois ans, il aura publié au moins onze livres, dont deux contiennent de la musique.  Une publication remarquable est Dat ierste boeck vanden nievve Duijtsche liedekens de 1554 dans laquelle on trouve des chansons polyphoniques sur des paroles néerlandaises de compositeurs tels que Jacobus Clemens non Papa, mais également de compositeurs de la région comme Ludovicus Episcopius.  Il s’agit de l’une des cinq anthologies publiées au cours du XVIe siècle dans les Pays-Bas, exclusivement consacrées au répertoire de chansons profanes néerlandaises.  Lorsque Petrus Phalesius (ou Phalèse) publia en 1572 son Duytsch Musyck Boeck, il inséra au moins la moitié de ce répertoire dans son propre recueil.  
En 1555, Baethen se rendit à Düsseldorf pour y devenir imprimeur de la cour du duc de Juliers-Berg.  Il y publia trois livres de motets en 1555-1556 (pour les héritiers d’Arnold Byrckmann), et un livre de théorie, Practicæ musicæ de 1557.  La police de musique employée par Baethen à Maastricht et à Düsseldorf est identique à celle utilisée par Phalèse à la même époque : on peut donc supposer qu’il prit une police avec lui lorsqu’il quitta Louvain.  
Lorsque Baethen eut retourné à la maison paternelle à Heverlee en passant par Cologne, en 1558, l'entreprise fut reprise par Johannes Oridryus et Albertus Buysius (qui publièrent, entre autres, cinquante souterliedekens mises en musique par Cornelis Boscoop).
On le confond parfois avec Johan Baethen ; cet imprimeur à Louvain et à Cologne de 1552 à 1562, qui ne fut toutefois jamais imprimeur de partitions de musique, était peut-être le frère de Jacob.

## Nnotes et/ou références
1. ↑  Grijp, TVOM
2. ↑  Bonda, p. 137
3. ↑  Les autres ont été publiées vers 1540-1542 à Kampen chez Peterszoon, en 1551 à Anvers chez Susato, et en 1572 à Louvain chez Phalèse
4. ↑   Grijp, p. 158